# Hühnerwunder

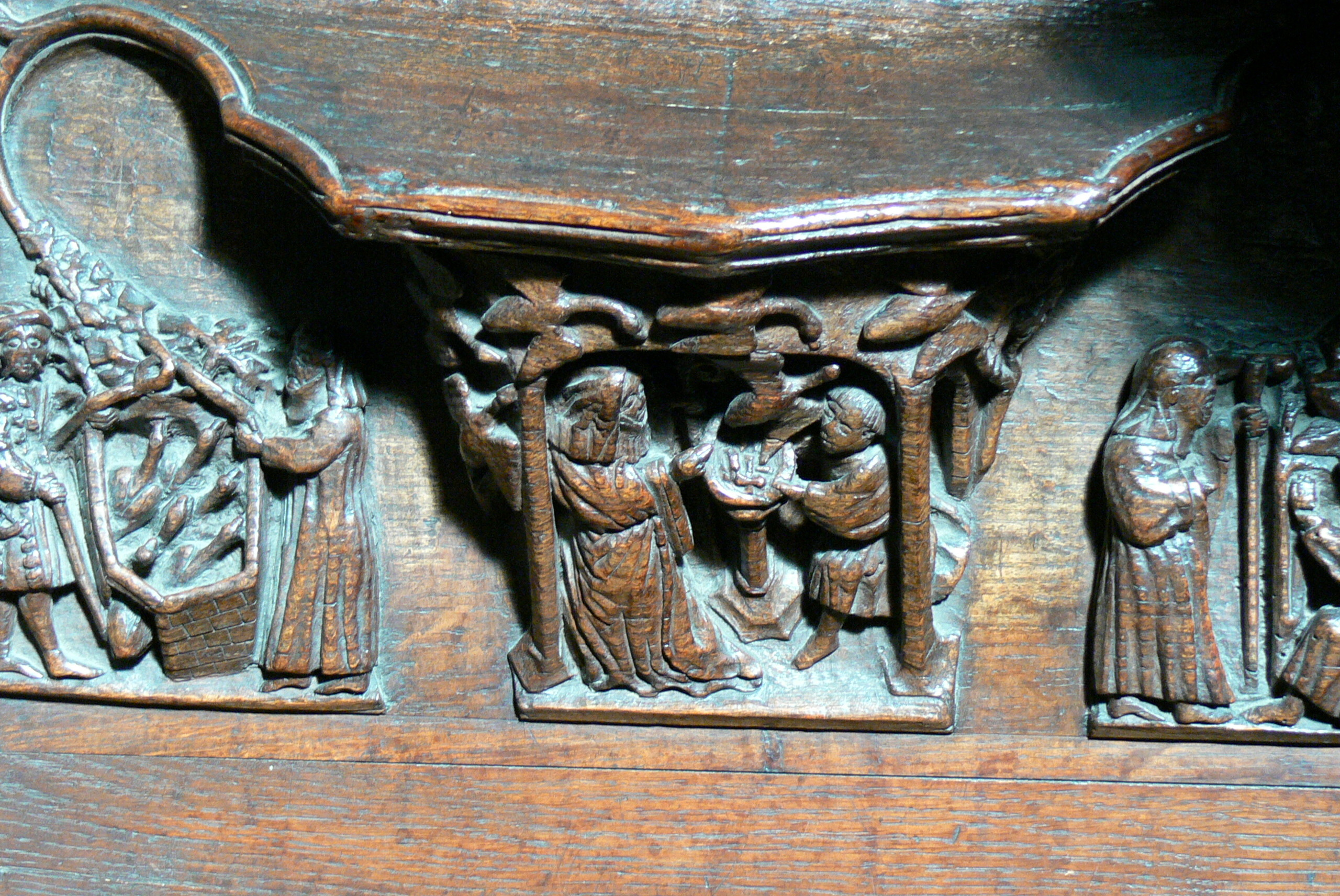
Hühnerwunder auf einer Misericordie im Chorgestühl (1380) der Kathedrale von Chester (England)

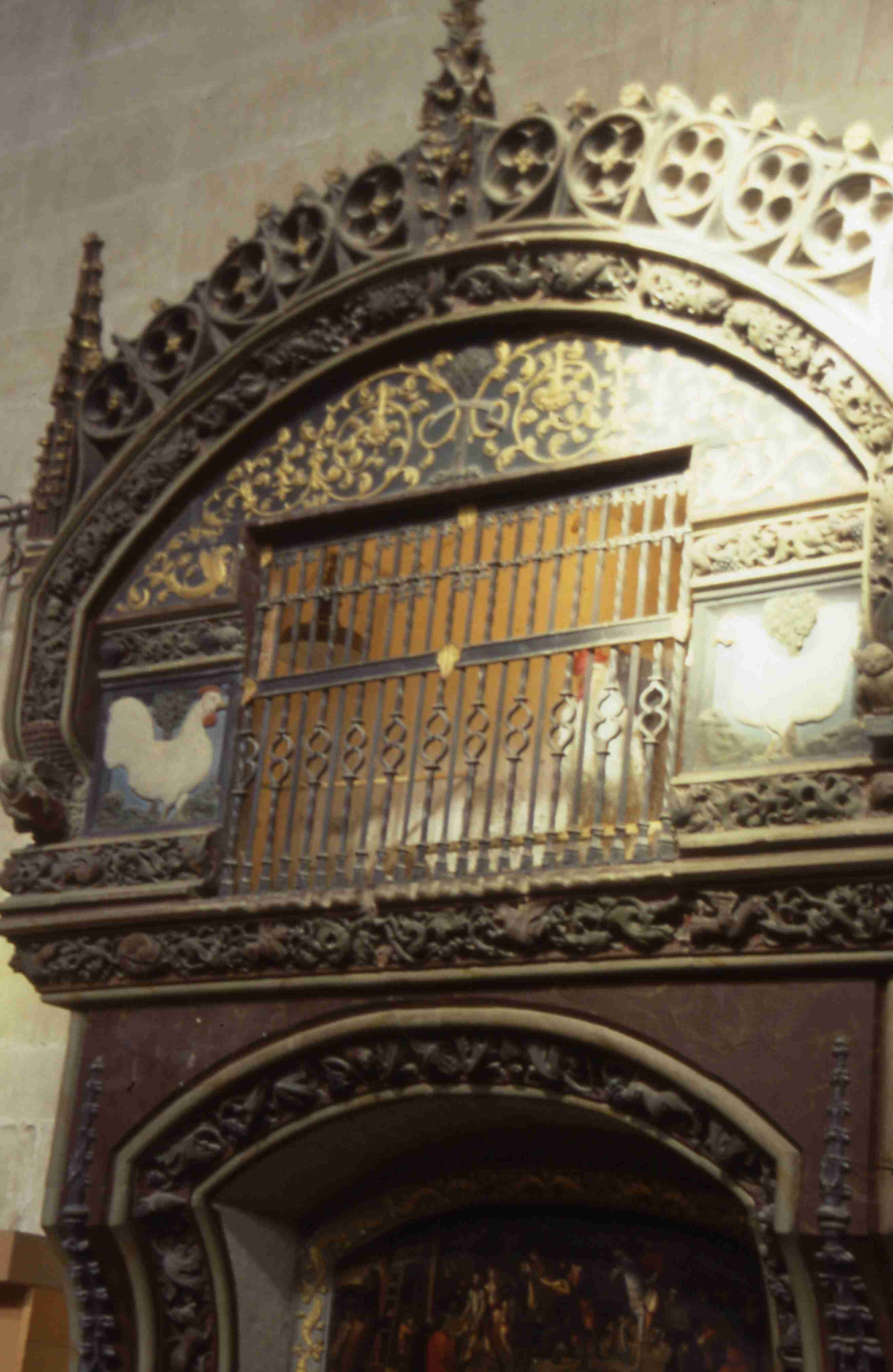
Hühnerstall in der Kathedrale von Santo Domingo de la Calzada in Spanien

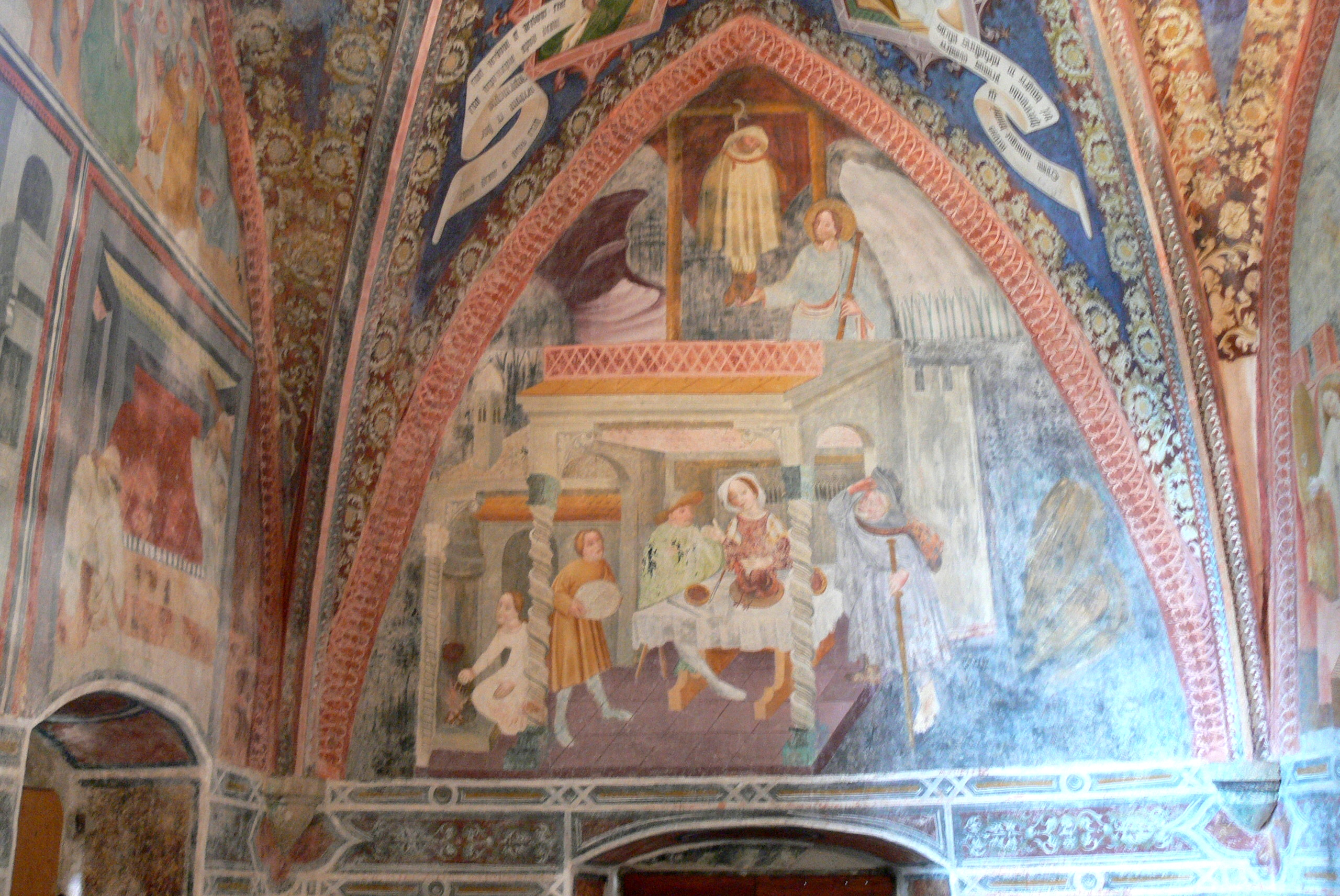
Darstellung des Hühnerwunders in St. Jakob in Kastelaz (Tramin)

Das sogenannte Hühnerwunder von Santo Domingo de la Calzada ist eine eng mit dem Jakobsweg verbundene Legende.
Zur Hochzeit der Wallfahrt nach Santiago de Compostela soll eine Pilgerfamilie aus Xanten nach Santo Domingo de la Calzada gekommen sein. Sie übernachteten in einem Wirtshaus.
Die Wirtstochter fand den Sohn der Familie sehr attraktiv, der – fromm und keusch – ihr Angebot aber zurückwies. Die Zuneigung der Wirtstochter wandelte sich in bösen Zorn, sie sann auf Rache und versteckte einen Silberbecher in seinem Gepäck.
Der Wirt bemerkte am nächsten Tag den Verlust und schickte die Stadtbüttel aus, die auch schnell fanden, was sie suchten. Der junge Mann wurde nach kurzem Prozess aufgehängt und die Eltern zogen traurigen Herzens weiter nach Santiago.
Auf dem Rückweg kamen sie wieder an der Richtstatt vorbei, wo sie ihr Sohn ansprach, dass er gar nicht tot sei, weil ihn (Version 1) Santiago bzw. (Version 2) Santo Domingo gehalten habe. Die Eltern liefen daraufhin zum Richter, der vor einem Teller gebratener Hühner saß, und berichteten das Vorgefallene. Der Richter antwortete, dass ihr Sohn so tot sei wie die beiden Hühner vor ihm, worauf diese sich erhoben und davonflatterten. Nun wurde der Sohn ab- und die Wirtstochter aufgehängt, die Familie zog weiter nach Hause.
Diese Legende existiert in vielen Versionen auch jenseits des Jakobsweges (vgl. Barcelos in Portugal; St. Jakob in Kastelaz in Tramin; St. Jakob in Grissian, Gemeinde Tisens, Südtirol). Auch künstlerische Verweise auf das Wunder finden sich immer wieder, so, gemalt von Charles Crodel 1956, das Hühnerwunder im Legendenfenster der St.-Jakobs-Kirche (Frankfurt am Main).